# Dee Dee Myers

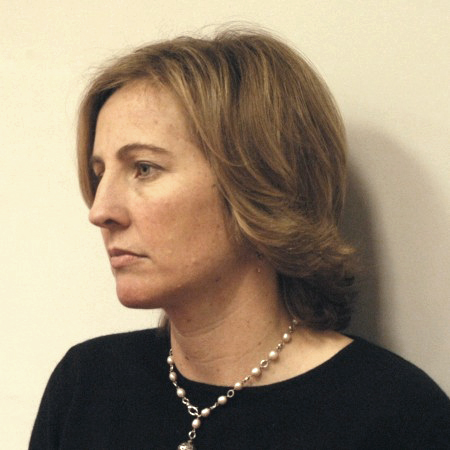
Dee Dee Myers 2006

Margaret Jane „Dee Dee“ Myers (* 1. September 1961 in Quonset Point, Rhode Island) war vom 20. Januar 1993 bis zum 22. Dezember 1994 die erste Pressesprecherin des Weißen Hauses während der Regierungszeit des 42. Präsidenten der Vereinigten Staaten Bill Clinton. Sie war die erste Frau in diesem Amt. Ihr Nachfolger wurde Mike McCurry.

## Leben und Karriere

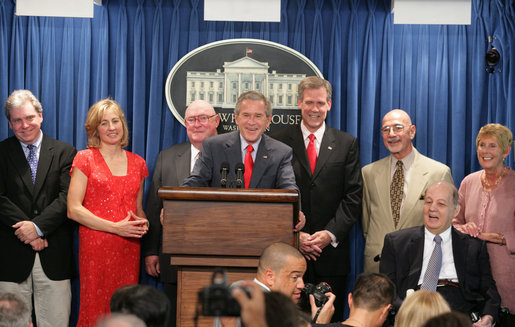
George W. Bush 2006 mit sechs Pressesprechern des Weißen Hauses. V. l. n. r. Joe Lockhart, Dee Dee Myers, Marlin Fitzwater, George Bush, Tony Snow, Ron Nessen, James Brady, dessen Frau Sarah

Dee Dee Myers absolvierte die William S. Hart High School und die Santa Clara University in Kalifornien. Ihre erste Aufgabe in der Politik übernahm sie 1984 als Helferin in Walter Mondales Präsidentschaftswahlkampagne. 1988 gehörte sie zum Pressestab des demokratischen Präsidentschaftskandidaten Michael Dukakis. Unter anderem war sie als Pressesprecherin des langjährigen Bürgermeisters von Los Angeles Tom Bradley und der kalifornischen Politikerin Dianne Feinstein tätig, bevor sie 1991 in das Wahlkampfteam Bill Clintons eintrat. Nach ihrem Ausscheiden aus dem Weißen Haus 1994 war sie in der politischen Talkshow Equal Time des Fernsehsenders CNBC für zwei Jahre das liberale Gegenstück zu den konservativen Co-Moderatorinnen Mary Matalin und später Bay Buchanan.
Dee Dee Myers arbeitet seither als politische Kommentatorin und Buchautorin und führt ihre eigene Firma Dee Dee Myers & Associates. Von 1999 bis 2006 fungierte sie als Beraterin für die erfolgreiche Fernsehserie The West Wing und gilt als Vorlage für eine der Hauptfiguren der Serie, die Pressesprecherin des Weißen Hauses C.J. Cregg, dargestellt von Allison Janney. 2008 veröffentlichte Dee Dee Myers das Buch Why Women Should Rule the World.
Sie ist verheiratet mit dem Journalisten Todd Purdum, mit dem sie zwei Kinder hat, und lebt in Washington, D.C.